# Znám tolik písní…
Znám tolik písní… (1996) je album Jiřího Suchého. Obsahuje 10 písniček a tři bonusové skladby (tzv. "přívažek"), u kterých složil hudbu i slova a které v nových verzích nazpíval Jiří Suchý. Výjimkou jsou písně č. 4 Proč je ten dům tak šedivej a č. 8 Kolik očí má den, které nazpívala Jitka Molavcová. Album obsahuje písně z let 1957 až 1985.

## Seznam písní
1. Znám tolik písní
2. Blues pro tebe
3. Blázen a dítě
4. Proč je ten dům tak šedivej
5. Zlomil jsem ruku tetičce
6. Blues na cestu poslední
7. Já žiju dál
8. Kolik očí má den
9. Pramínek vlasů
10. Z nebeské klenby padá revuální hvězda
11. Já žiju dál – instrumentální (bonus)
12. Pramínek vlasů – instrumentální (bonus)
13. Pramínek vlasů – radio verze (bonus)

## Nahráli
- Jiří Suchý – zpěv
- Jitka Molavcová – zpěv
- Jaromír Klempíř – piano, aranžmá (2–4, 8, 9)
- František Raba – kontrabas
- Zdeněk Blažek – akustická kytara
- Pavel Zbořil – bicí
- Nikola Janev – trubka
- Jan Smolík – altsaxofon